# Antonio Ermolao Paoletti

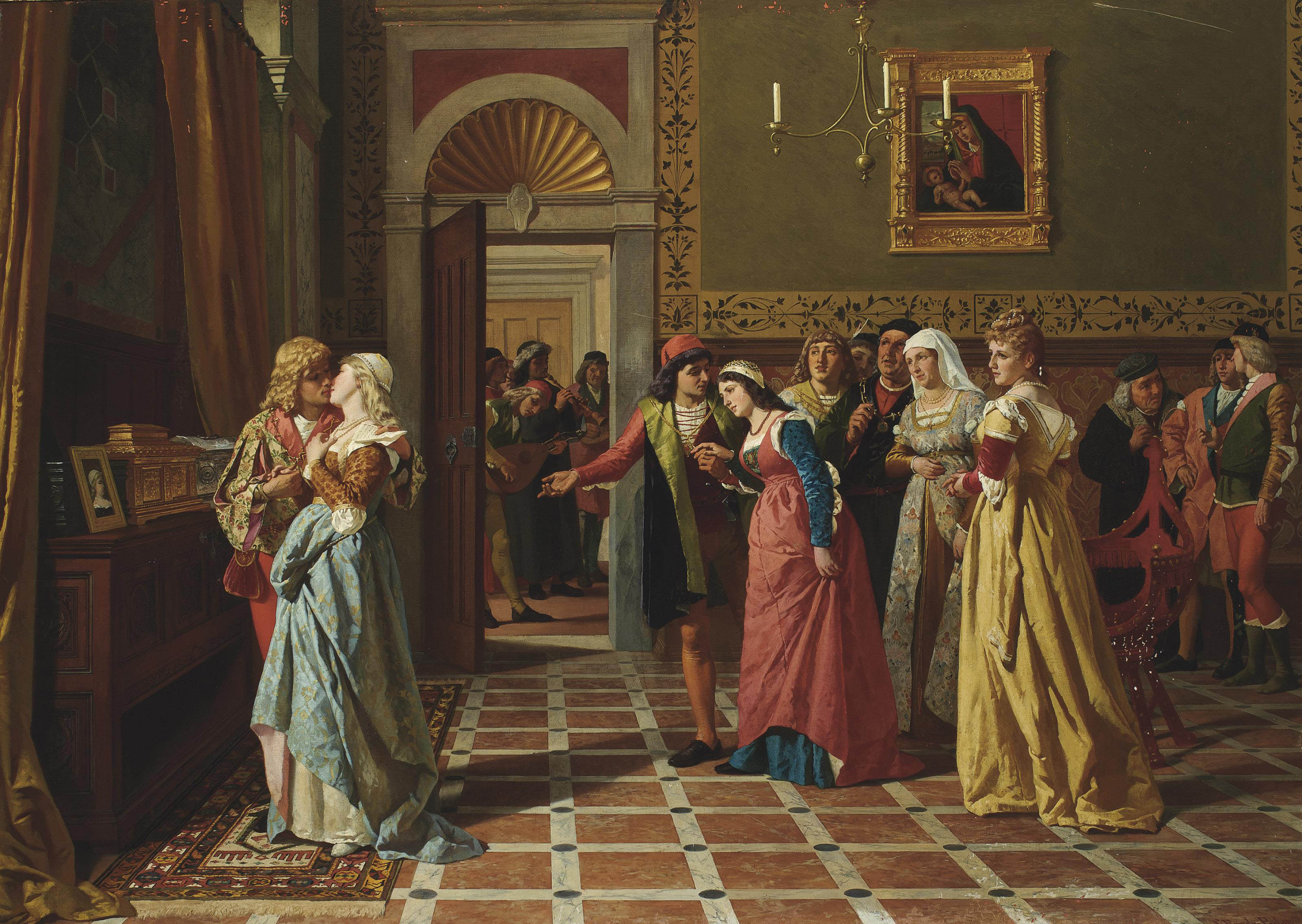
Bassanio gewinnt das Herz von Portia
(Der Kaufmann von Venedig)

Antonio Ermolao Paoletti (* 8. Mai 1834 in Venedig; † 13. Dezember 1912 ebenda) war ein italienischer Genremaler, Freskant und Kunstpädagoge.
Geboren als Sohn von Ermolao Paoletti, des venezianischen Gelehrten, Schriftstellers, Malers und Kupferstechers, erhielt er den ersten Malunterricht bei seinem Vater. Danach studierte er an der Accademia di belle arti di Venezia bei Pompeo Marino Molmenti (1819–1894).
Nach dem Studium wurde er als Genre- und Kirchenmaler tätig. Seine Genremalerei wurde von den Werken der „Bamboccianti“, der niederländischen Maler des 17. Jahrhunderts beeinflusst.
Er schuf Fresken und Altarblätter in den venezianischen Kirchen. In der Pfarrkirche San Materno von Melara in der Provinz Rovigo schuf er 1863 im Hauptaltar ein Bild mit den Darstellungen der Heiligen Antonius und Maternus sowie der Madonna vom Rosenkranz. In der Kathedrale von Belluno malte er auf dem Gewölbe der Apsis die Himmelfahrt Mariens.
Antonio Ermolao Paoletti wurde, wie sein Vater, zum Professor an der Accademia di belle arti di Venezia berufen.
Einige seiner Werke dienten als Vorlagen für Buntglasfenster in der Stanford-Memorial-Church-Kirche in Palo Alto.